# Risan
Risan je primorsko mjesto u Boki kotorskoj, Crna Gora.

## Zemljopisni položaj
Nalazi se na 42° 30' 53" sjeverne zemljopisne širine i 18° 41' 42" istočne zemljopisne dužine. 

## Povijest
- Risanska biskupija

## Kultura
Barokna palača Ivelić.